# Arthur Musmeaux
Arthur Musmeaux, né le 24 juin 1888 à Anor (Nord) et mort le 5 juillet 1981 à Petite-Forêt (Nord), est un homme politique français. Membre du Parti communiste français, il est conseiller général du canton de Valenciennes-Est et de celui de Valenciennes-Nord et député du Nord.

## Biographie
Aîné de six enfants, Arthur Musmeaux est le fils d'un cheminot de la Compagnie du Nord. Après le certificat d'études, il travaille comme ouvrier métallurgiste. En 1905, il s'engage dans l'action syndicale et en même temps il adhère aux Jeunesses socialistes.
Au congrès de Tours, il est favorable à l'adhésion du Parti socialiste à la IIIe Internationale. Il devient l'un des secrétaires du premier comité fédéral du Nord du Parti communiste. En 1924, il est secrétaire du syndicat CGT des métaux de Valenciennes-Maubeuge, puis secrétaire de l'union locale de Valenciennes.
En 1936, Arthur Musmeaux est élu député du Nord. Ayant adhéré au groupe ouvrier et paysan français créé pour remplacer à la Chambre le groupe communiste dissous, il est arrêté, comme ses collègues, déchu de son mandat et condamné le 3 avril 1940 par le 3e tribunal militaire de Paris à 5 ans de prison, 4 000 francs d'amende et 5 ans de privation de ses droits civils et politiques pour « reconstitution de ligue dissoute ». Il est incarcéré dans plusieurs prisons puis est déporté à Maison Carrée en Algérie.
Après la Libération, il est réélu député de 1945 à 1958, puis de 1962 à 1973. En outre, Arthur Musmeaux est conseiller général de Valenciennes de 1955 à 1958, puis de 1961 à 1967, et conseiller municipal de 1945 à 1959.

## Famille
Marié à Juliette Chanat, il est père de 2 filles, dont l'une, Élise Lefebvre-Musmeaux, est maire de Raismes.

## Détail des fonctions et des mandats
Mandats locaux
- Conseiller municipal de Valenciennes
- Conseiller général du canton de Valenciennes-Est
- Conseiller général du canton de Valenciennes-Nord

Mandats parlementaires
- 3 mai 1936 - 21 janvier 1940 : Député du Nord
- 21 octobre 1945 - 10 juin 1946 : Député du Nord
- 2 juin 1946 - 27 novembre 1946 : Député du Nord
- 10 novembre 1946 - 4 juillet 1951 : Député du Nord
- 25 novembre 1962 - 2 avril 1967 :  Député de la 19e circonscription du Nord
- 12 mars 1967 - 30 mai 1968 :  Député de la 19e circonscription du Nord
- 30 juin 1968 - 1er avril 1973 :  Député de la 19e circonscription du Nord

## Sources
- « Arthur Musmeaux », dans le Dictionnaire des parlementaires français (1889-1940), sous la direction de Jean Jolly, PUF, 1960 [détail de l’édition]